# Yuejin Shuiku (reservoar i Kina, Yunnan, lat 23,74, long 102,69)
Yuejin Shuiku är en reservoar i Kina. Den ligger i provinsen Yunnan, i den sydvästra delen av landet, omkring 150 kilometer söder om provinshuvudstaden Kunming. Yuejin Shuiku ligger 1 544 meter över havet. Arean är 4,3 kvadratkilometer. I omgivningarna runt Yuejin Shuiku växer huvudsakligen savannskog. Den sträcker sig 2,3 kilometer i nord-sydlig riktning, och 3,0 kilometer i öst-västlig riktning.
Genomsnittlig årsnederbörd är 1 016 millimeter. Den regnigaste månaden är juni, med i genomsnitt 198 mm nederbörd, och den torraste är februari, med 12 mm nederbörd.